# Naissaar
Naissaar (Zweeds: Nargö) is een klein eiland in de Finse Golf ter hoogte van Tallinn, gelegen op 8,5 km van de Estische kust. Bestuurlijk behoort Naissaar tot de gemeente (vald) Viimsi in de provincie Harjumaa. Tot de Tweede Wereldoorlog leefden er zo'n 450 Estlandzweden.
Naissaar betekent Vrouweneiland. Als Terra feminarum werd het eiland rond 1076 voor het eerst genoemd in de kroniek van Adam van Bremen.
Onder het Sovjetbewind was het een militair gebied en niet open voor publiek. Een tijdlang was het vrijwel onbewoond: Naissaar telde tien permanente inwoners op 9-12-2005. Op 31-12-2011 was dat aantal gedaald tot 3. Op 1-1-2021 woonden er weer 10 mensen, verdeeld over drie nederzettingen: Lõunaküla (7 inwoners), Tagaküla (3 inwoners) en Väikeheinamaa (0 inwoners). In het Zweeds heten de drie dorpen Storbyn, Bakbyn en Lillängin.
Sinds 1995 is Naissaar een natuurreservaat. De begroeiing bestaat vooral uit naaldbos. Tevens is er een groot aantal zwerfkeien te vinden. Het hoogste punt, de Kunilamägi, reikt tot 27 meter boven zeeniveau.
Op het eiland ligt een net van smalspoorlijnen. In 1913 begon de bouw van het lijnennet, dat in de jaren twintig voltooid werd. Het smalspoor werd tussen 1913 en 1994 vrijwel uitsluitend voor militaire doeleinden gebruikt door achtereenvolgens het Russische Keizerlijke Leger, het Estische leger, het Rode Leger, de Duitse Wehrmacht en weer het Rode Leger en de bijbehorende marines. Na 1994 is zonder veel succes geprobeerd van het smalspoornet een toeristische attractie te maken. In 2014 werd het gesloten.
In de maanden mei t/m september gaat er vanuit Tallinn een veer naar Naissaar; daarnaast worden regelmatig excursies naar het eiland georganiseerd.

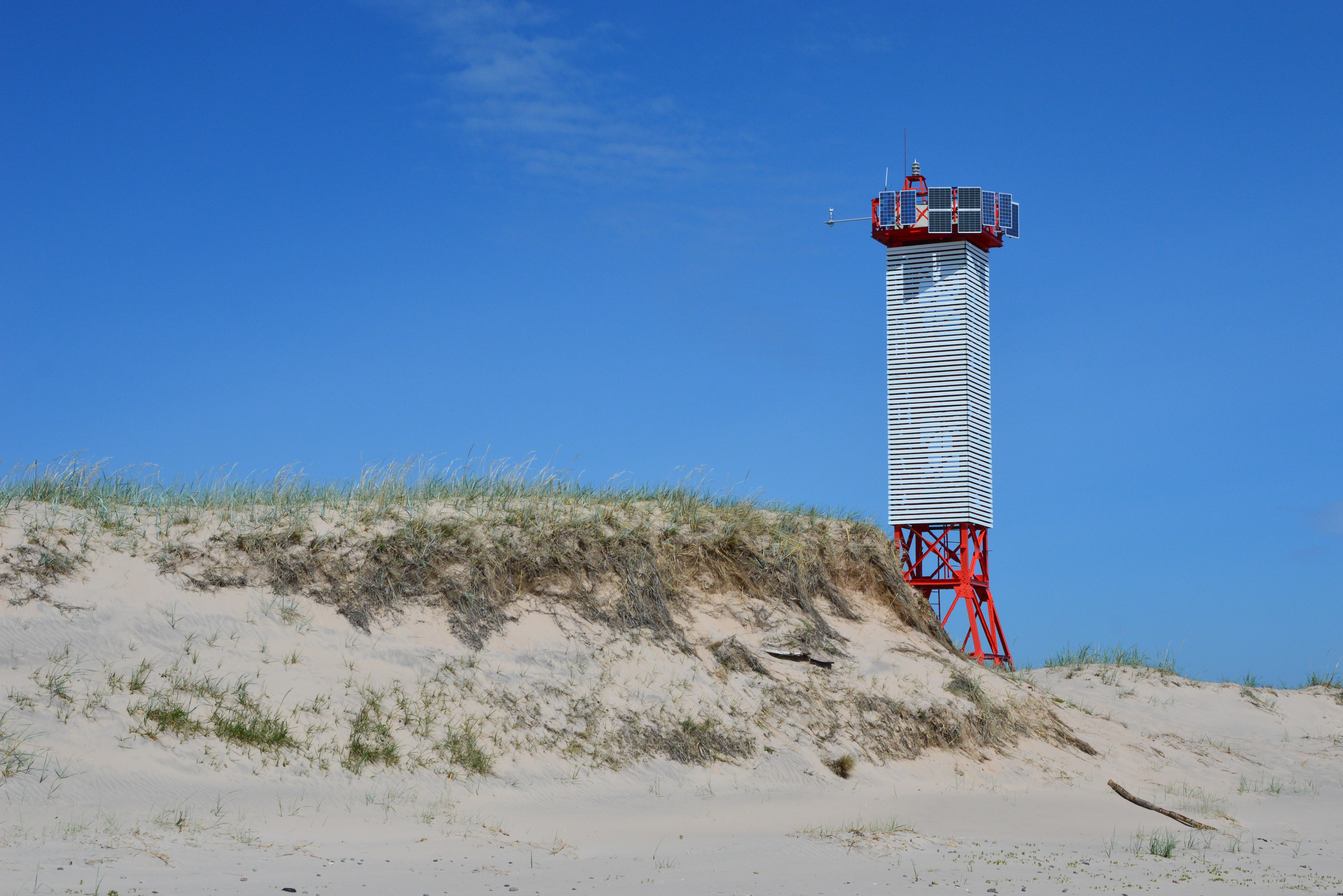
Lichtbaken aan de zuidkant
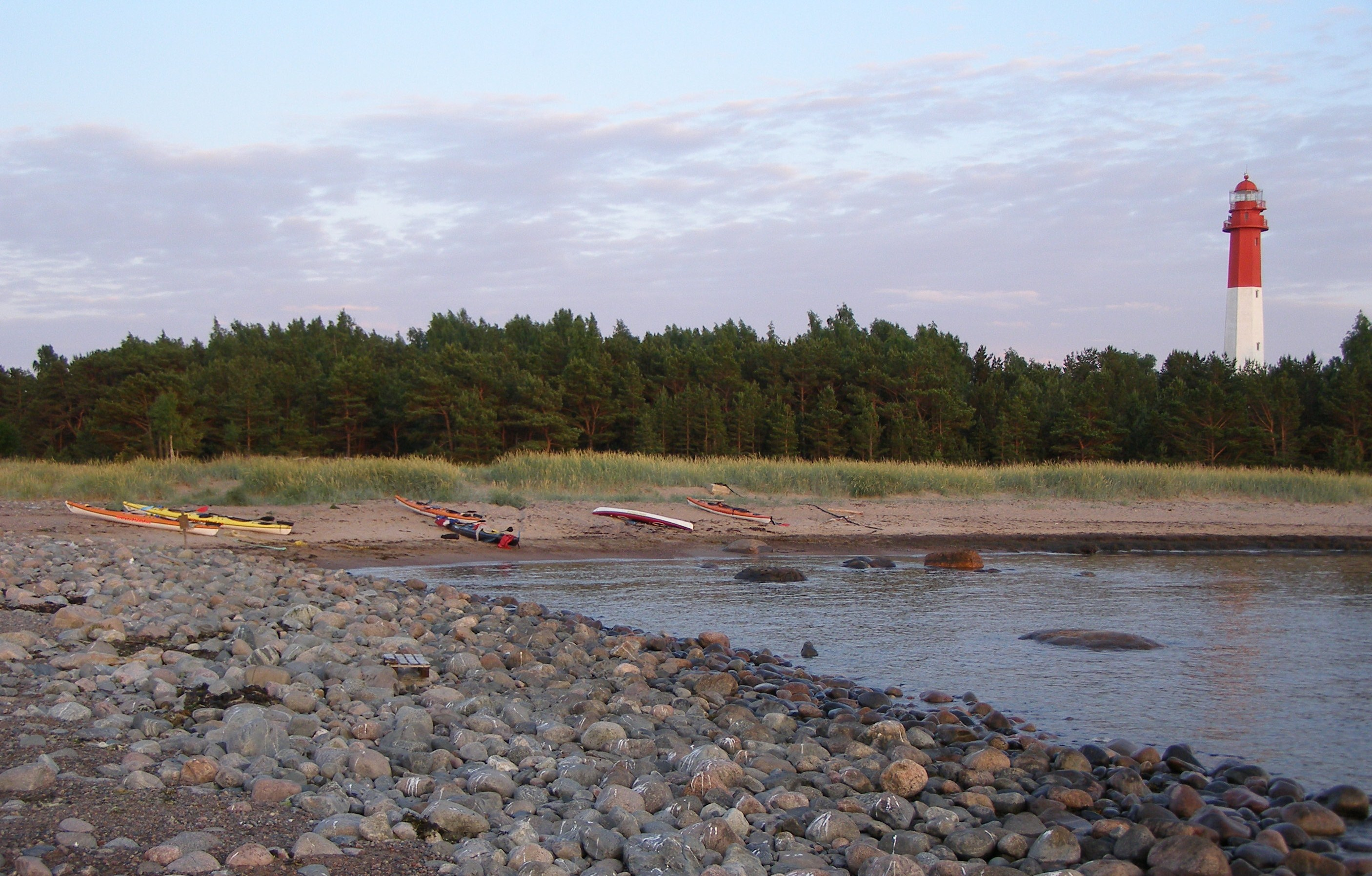
De noordpunt met de vuurtoren
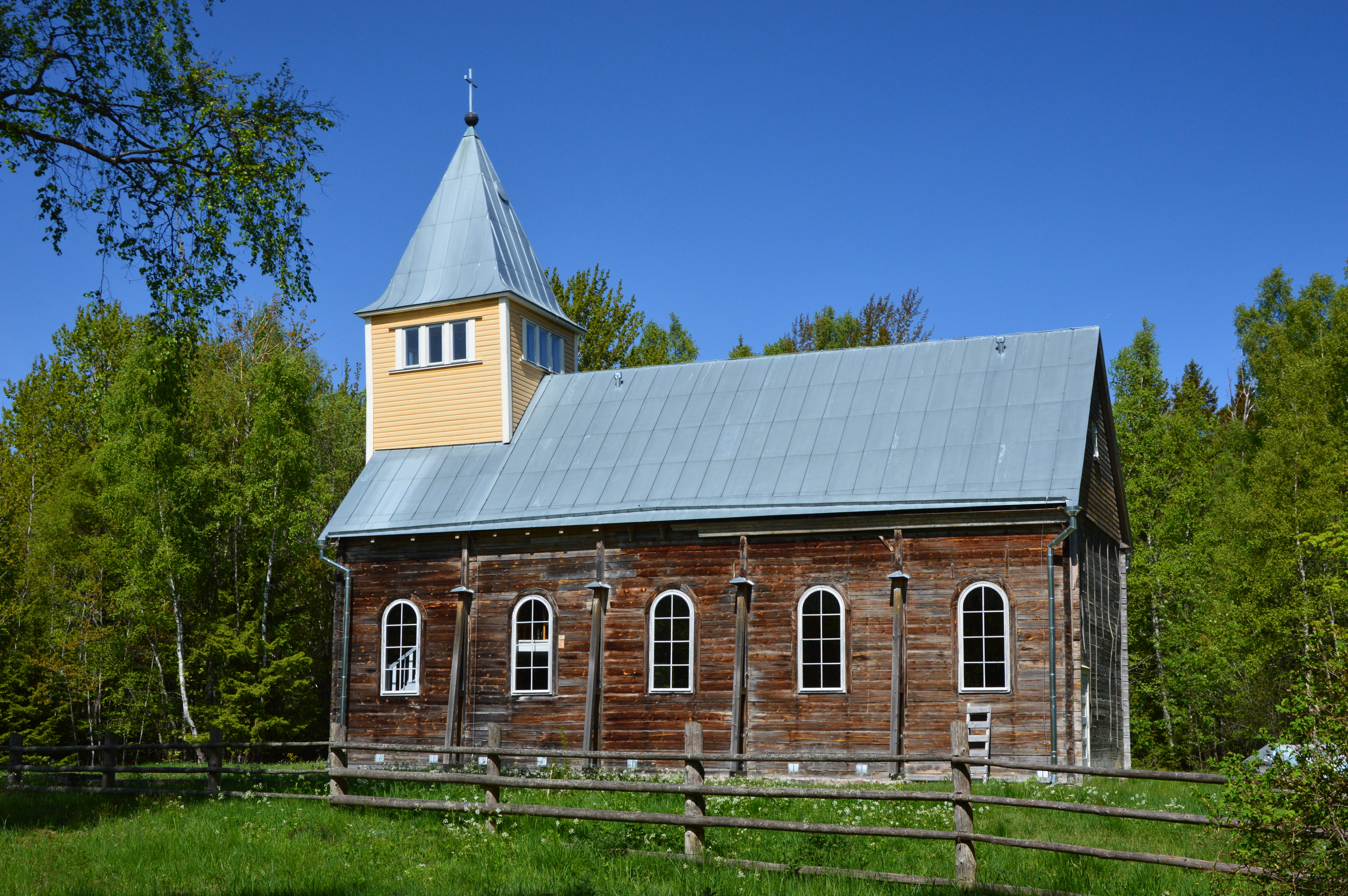
De kerk
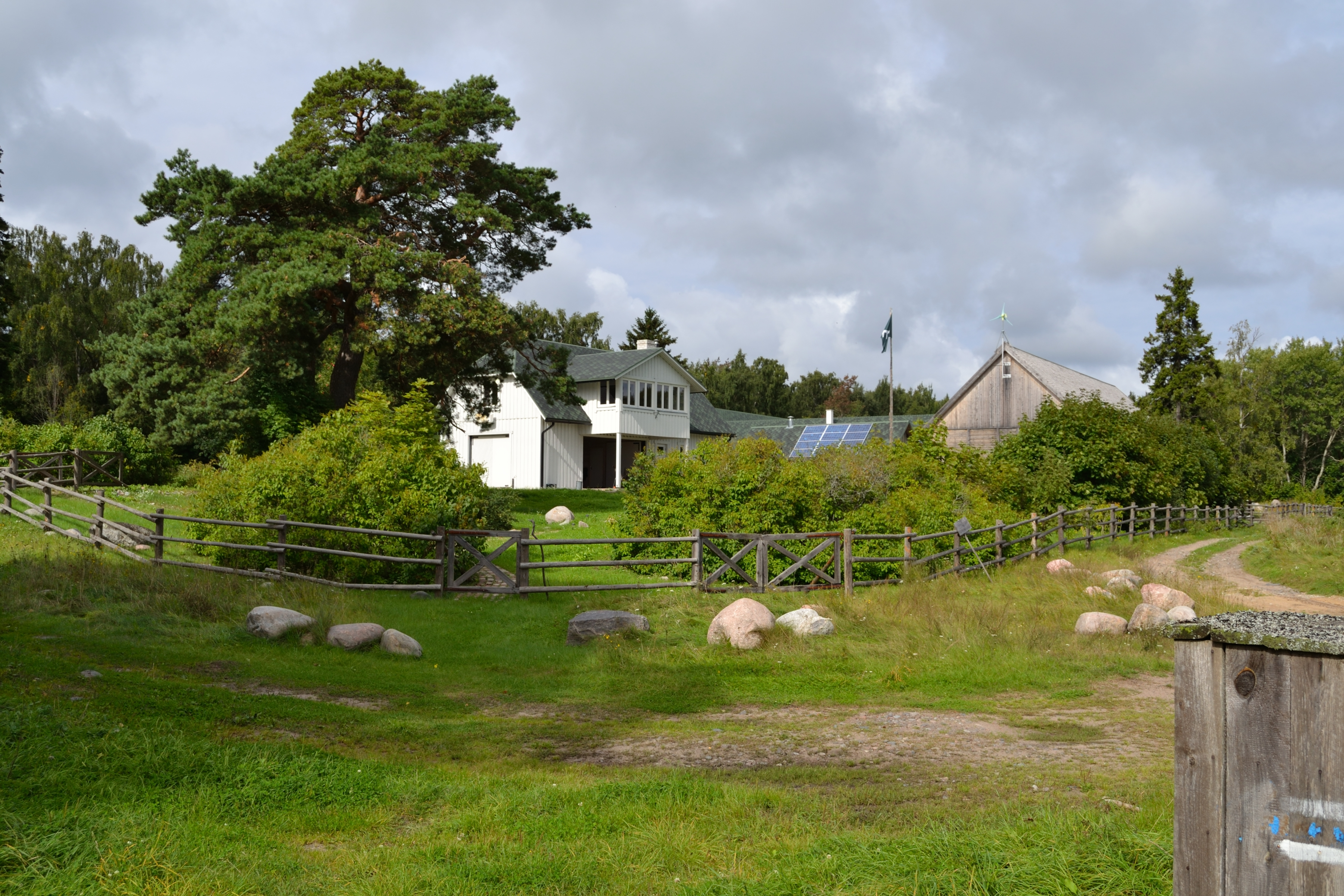
Het dorp Lõunaküla
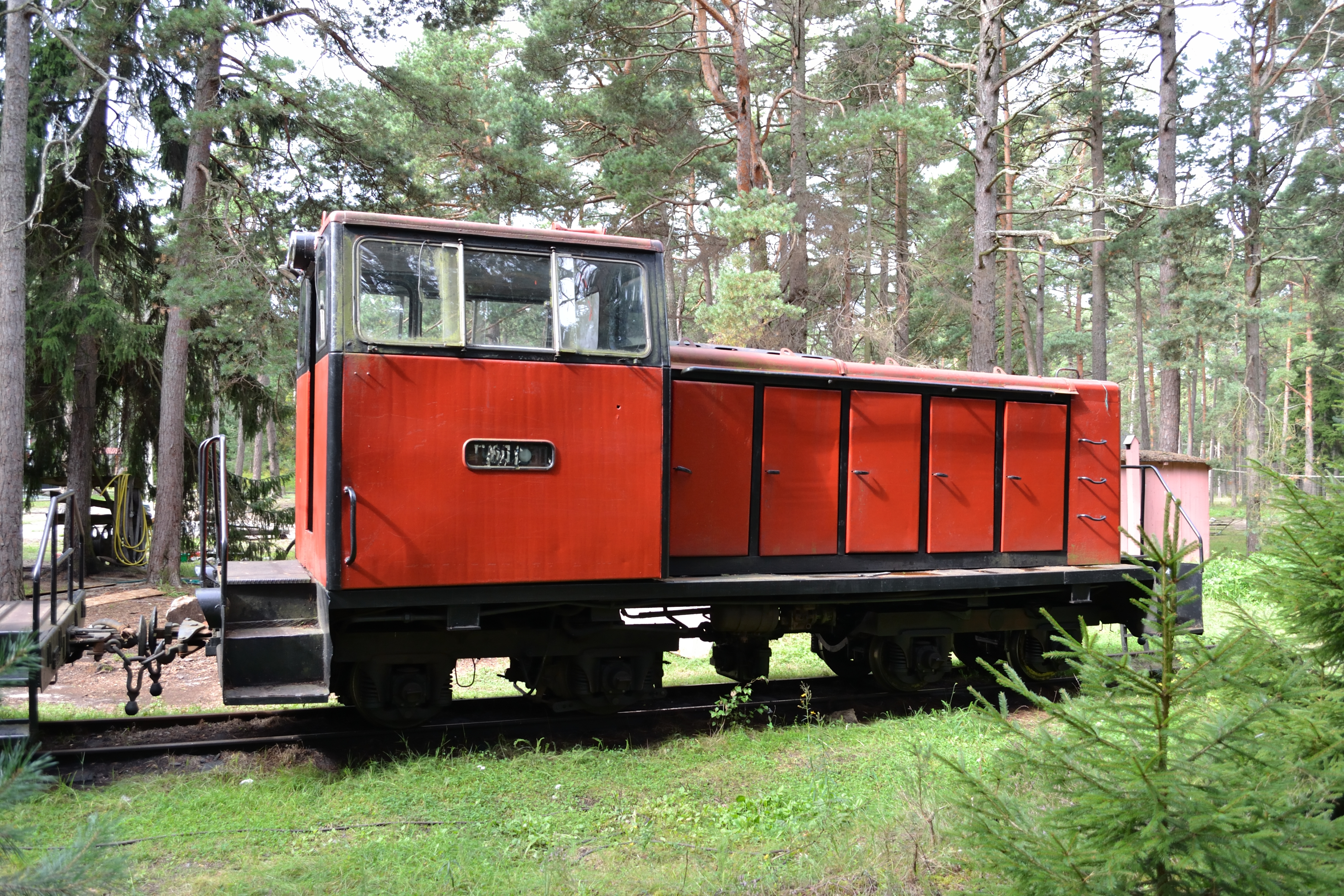
Het smalspoor in 2011